# 方誠義
方誠義（Fong Shing Yee，1983年12月12日—），生於香港，香港籃球運動員，司職大前鋒，為現役香港籃球代表隊成員和球隊的精神領袖，現時效力香港甲一籃球聯賽球隊滿貫。

## 早年生活
方誠義生於香港，自小喜愛踢足球，師承本地足球名宿李健和，並在香港體育學院前身的銀禧體育中心足球部學習，由於身高佔優，所以他於為學校出戰學界足球賽事時，被安排踢中場位置，利用身高爭頂頭槌，奈何他有時總是約不到朋友踢足球，加上他家附近就是青海籃球場，使未算接受正規的籃球訓練的他，大約在中四時，於放學後便開始帶着籃球來籃球場練習，期間認識到另一間中學的學生，後來，由於他們需要球員參加盃賽，便邀請方誠義報名，然後開始跟籃青練習，更獲其啟蒙教練何澤仁經常指導，但擁有極佳體育細胞，即使比同齡球員遲起步，但他很快的就把基本功練得紮實，慢慢在香港打響名號。

## 籃球生涯
方誠義於2003年加盟遊協，身兼球員及職員，直到2006年獲甲一班霸永倫賞識邀請轉會，期間從隊中的籃球名將蔡芳裕和潘志豪等身上學到更多籃球技術，並於同年再度入選香港籃球代表隊，加盟後獲獎無數，其表現亦日趨成熟穩定，並在2006年至15年期間協助永倫於10年間7度勇奪甲一總冠軍，到2012年初，方誠義獲得為國際知名運動品牌Adidas賞識，成為首位為國際知名運動品牌拍攝廣告的本地籃球員，和於同年報讀體適能總會的基礎證書課程，
到2014年東亞運會後，曾經有中國的職業球會邀請方誠義加盟，雖不是最頂級的聯賽但總算是職業球員，而當時方誠義已準備好一切但最後卻因某些原因被方誠義婉拒，到2015年8月，現時正職為健身教練的方誠義加盟全港首支職業籃球隊東方，圓職業籃球員夢，而他首季加盟各項數據均有排在聯賽前列，除平均14.2分排在得分榜第7位外，更加於2016年5月3日以107–78大勝飛鷹的聯賽，賽事籃球生涯首度大三元，交出13分與15個籃板及10個助攻的數據，總結籃板、偷球、封阻三項防守數據都是排在聯賽前五，
到2016年12月，隨東方到不同國家出戰東南亞職業籃球聯賽，最終他協助東方龍獅在4月23日的ABL總決賽第四回合，經過2次加時後擊敗對手，於5場3勝制的總決賽以場數3–1首度參賽即奪得冠軍，而方誠義於決賽取得9分與11籃板及3助攻，獲ABL官網選為賽事最佳球員。雖然方誠義在東方備受重用兼擔任重心角色，但由於在效力東方期間未能奪得任何本地賽事錦標而期望在球員生涯暮年再錦標的他，於2017年11月28日回歸於本地具爭標能力的隊伍永倫。
2019年，方誠義再次離開永倫，改投另一支香港甲一籃球聯賽球隊滿貫。

## 國際賽生涯
方誠義於2006年舉行的超級工商盃，首度獲徵召入選香港籃球代表隊，到2017年11月，他獲香港代表隊徵召出戰世界盃亞洲區外圍賽，成為歷史上香港首批參與世界盃的球員，並分別隨於主場和作客迎戰勁旅中國，韓國以及紐西蘭國家隊，結果香港首輪大敗予中國和新西蘭。

## 球場以外
2012年5月，方誠義與永倫隊友蔡芳裕與呂楚威和香振強以及潘志豪合資開設籃球學校，2013年9月，加入HKACEP的「奧夢成真」計劃出任籃球教練，更於2014年負責到新加入計劃的明愛屯門馬登基金中學教授非華語學生打籃球，
2015年11月9日，方誠義迎娶女朋友Jessie，並於晚上擺酒宴請親友，由於小時候的方誠義又白又矮像一名日本人所以被同學稱呼為「架仔」，而長大後便沒有仔字幫他改名做「阿Ga」。2018年3月，方誠義與永倫隊友潘志豪和朋友攜手投資飲食業在河內道開設運動酒吧。

## 外部連結
- 方誠義在fiba.basketball（英语）
- 方誠義在archive.fiba.com（存檔）（英语）
- 方誠義在Eurobasket.com（球員）（英语）
- 方誠義在RealGM（英语）
- ABL官網球員註冊資料